# Эффект бабочки 2
«Эффект бабочки 2» (англ. The Butterfly Effect 2) — американский научно-фантастический психологический триллер 2006 года режиссёра Джона Р. Леонетти с Эриком Лайвли, Эрикой Дюранс, Дастином Миллиганом и Джиной Холден в главных ролях. Фильм в значительной степени не связан с фильмом 2004 года «Эффект бабочки» и был выпущен прямо на видео 10 октября 2006 года. За ним следует «Эффект бабочки 3: Откровения» (2009). Картина была снята всего за 20 дней.
Слоган фильма: «Can You Change Your Past Without Destroying Your Future?» (рус. Можешь ли ты изменить прошлое, не разрушая будущего?).
Фильм получил в целом негативные отзывы, а рецензенты критиковали шаблонную копию первого фильма просто с другими персонажами.

## Сюжет
В живописнейшем месте на природе молодой парень Ник Ларсон в компании своих лучших друзей, Аманды и Тревора, празднует 24-й день рождения любимой девушки Джулии. Неожиданно его срочно вызывают на работу и вся компания возвращается домой. Едва они выехали на шоссе, как из-за лопнувшего колеса машину заносит. Нику с трудом удается избежать аварии, но в это время в них врезается фура…
Выжив после ужасного несчастного случая, в котором погибли его любимая и двое друзей, Ник обнаружил, что он обладает уникальной способностью возвращаться в прошлое с помощью фотографий и корректировать события, которые происходят с ним и его окружением. При помощи фотографии, снятой за минуту до аварии, Ник попадает в то время и предотвращает катастрофу. Оказавшись снова в настоящем он обнаруживает Джулию живой и счастливой. Он не знает событий между предотвращённой катастрофой и настоящим в этой новой реальности. Аманда и Тревор также живы. Из-за Бристола, оказавшегося начальником, на работе у Ника возникает конфликт, в результате которого Бристол увольняет Ника. Джулия начинает нервничать из-за того, что Ник потерял работу и Ник решает снова отправиться в прошлое через фотографию с вечеринки. Там он компроментирует Бристола и вернувшись в настоящее, обнаруживает себя начальником, а Бристола подчинённым. Ник богат, но у него нет Джулии, так как они расстались из-за измены Ника с дочерью партнёра фирмы, где работает Ник. Кроме того, фирма оказывается банкротом, а один из инвесторов угрозами и побоями добивается от Ника возврата 250-ти тысяч долларов. Ник решает снова изменить прошлое, начав с пикника, предшествовавшего автокатастрофе. Он говорит Джулии, чтобы она оставила его и ехала делать карьеру в Нью-Йорк, но Джулия, сильно обидевшись, садится в машину у которой должно лопнуть колесо и быстро уезжает. Ник угоняет первый попавшийся автомобиль, догоняет Джулию и двигаясь по встречной полосе, извиняется и уговаривает остаться, но пытаясь уйти от столкновения со встречным автомобилем, слетает в пропасть и погибает. Позже у Джулии от Ника родился ребёнок. Последние кадры намекают, что ребенок также обладает способностью перемещаться во времени.

## В ролях
| Актёр            | Роль                 |
| ---------------- | -------------------- |
| Эрик Лайвли      | Николас «Ник» Ларсон |
| Эрика Дюранс     | Джули Миллер         |
| Дастин Миллиган  | Тревор Истман        |
| Джина Холден     | Аманда               |
| Линдсей Максвелл | Грейс Кэлахан        |
| Дж. Р. Борн      | Малькольм Уильямс    |
| Дэвид Льюис      | Дэвид Бристоль       |
| Эндрю Эйрли      | Рон Каллахан         |
| Сьюзан Хоган     | Кэтрин Ларсон        |
| Зоран Вукелич    | Кристофер            |
| Крис Готье       | Тед                  |

## Саундтрек
В фильме было использовано много песен из творчества группы Exit The Ordinary: «The Place You Are», «Fly Away», «Grey Lines», «Here I Am», «Here In These Arms», «Letting Go», «Need To Know», «Reflections» и «This Life». Кроме того, были использованы песни «Orange Sunsets» и «Scarface» (из репертуара Genuine Childs); «Do You Feel The Cold» (из репертуара Tourist); «Turn Time Around» (N. Lannon) и «2 Da Groove» (Dave Seaman).
Во время любовной сцены между Ником и Джули звучит фрагмент темы из первой части под названием «Kayleigh’s Funeral», написанной композитором Майком Сьюби, который также написал музыку и к сиквелу. Композиция доступна на альбоме-саундтреке к первой части.

## Релиз

### Критика
Фильм получил негативные отзывы. С ограниченным временным охватом история этого фильма не так переплетена, как в первом. Кроме того, менее впечатляющие спецэффекты и очень короткое время съемок в совокупности придают фильму гораздо менее впечатляющий вид, чем оригинал. Он получил отрицательную оценку от Reel Film Reviews, который назвал его «отвратительным и бессмысленным продолжением». Фильм набрал всего 27 % на сайте «Rotten Tomatoes» от зрителей. В основном, говорилось, что продолжение не добавляет ничего нового к подтексту первой картины, а лишь повторяет его с новыми персонажами; сюжет не так увлекателен, как в первой картине, так же как и спецэффекты картины.
Негативное отношение к главному герою также вызвал тот факт, что он возвращался в прошлое, с целью устроить свою карьеру, а не личную жизнь и счастье близких, как это было в ситуации с Эваном Треборном. Концовка с намёком на продолжение также вызвала негативную реакцию у критики.

### Выход на видео
В США фильм вышел на DVD 10 октября 2006 года. На диске расположена аудиодорожка с комментариями режиссёра Джона Р. Лионетти и сопродюсера Майкла Стирлинга и документальный ролик о съёмках «Altering Reality: On the Set of The Butterfly Effect 2». 17 июля 2012 года фильм вышел на Blu-Ray. Также фильм выпускался в подарочном издании вместе с первой частью в обоих форматах.
В России фильм издавался несколько раз — впервые картина была выпущена в 2007 году компанией «Top Industry» в обычном и упрощённом изданиях. Тогда же компания выпустила двухдисковое издание вместе с первым фильмом. На Российском издании бонусы и английская дорожка отсутствуют. На Blu-Ray в России фильм не издавался.